# Daleszowa
Daleszowa (ukr. Далешове) – wieś na Ukrainie, w  obwodzie iwanofrankiwskim, w rejonie horodeńskim.